# Celadon

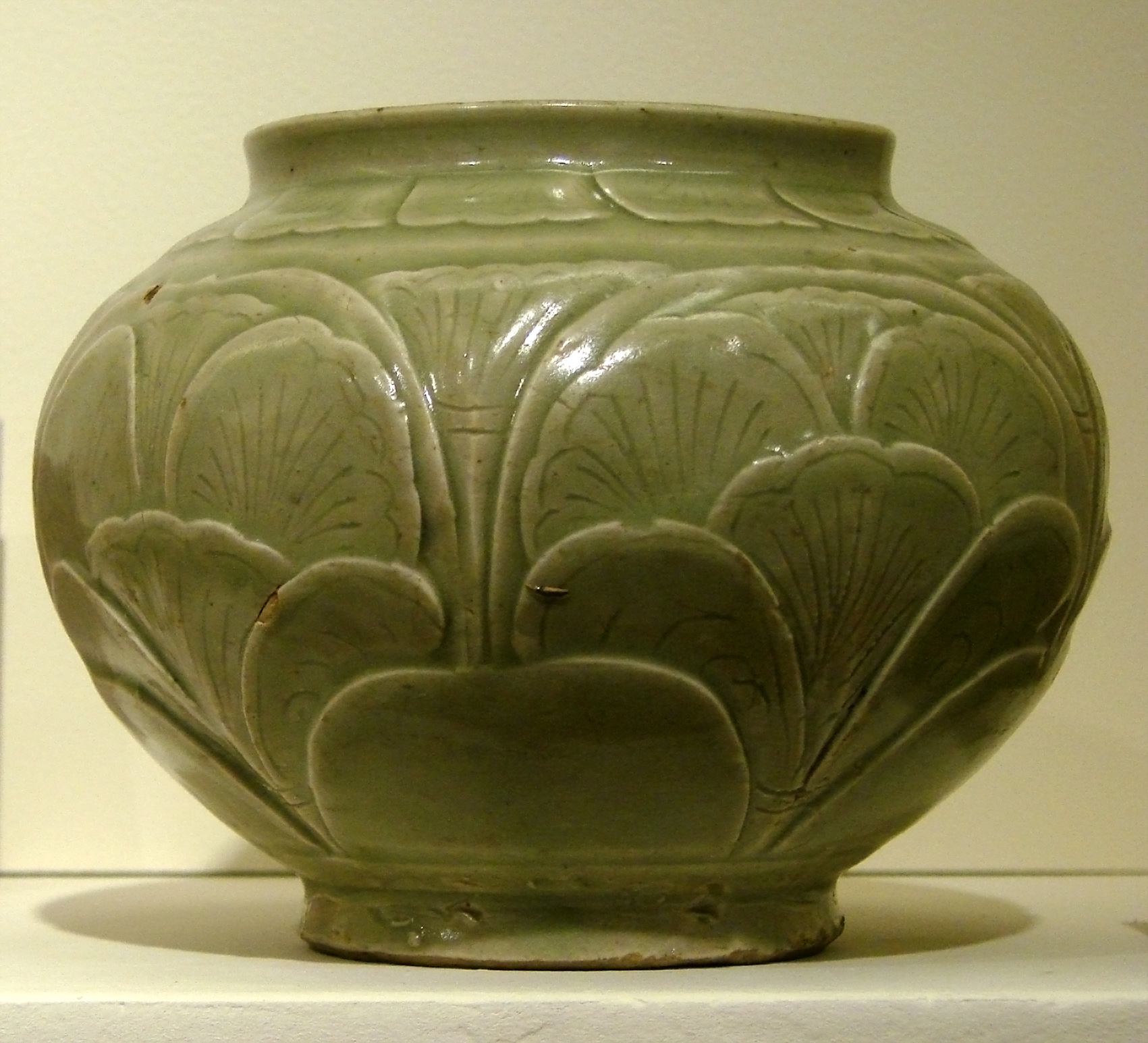
Een vaas in de kleur celadon.

Celadon is keramiek met een groen glazuur. Toen tijdens het bakproces as op het aardewerk terechtkwam, reageerde dat met de klei en leverde een plek met een wonderlijk groen/blauw glazuur. 

## Achtergrond
In Oost-Azië werd al in de 9e eeuw (ten tijde van de Tang-dynastie) een hard gebakken porseleinachtig steengoed geproduceerd, bedekt met een veldspaatglazuur dat een kleine hoeveelheid ijzeroxide bevatte. Door reducerend te stoken op een hoge temperatuur van circa 1200-1280 graden Celsius kleurde het glazuur groen tot blauwgroen, waarbij allerlei effecten bereikt konden worden door de mate van reductie, de hoeveelheid ijzeroxide en verdere toevoegingen aan het glazuur. Versieringen konden worden geappliceerd (al dan niet met glazuur bedekt), ingegrift, gekamd, ingelegd of ingedrukt. In de 12e eeuw (ten tijde van de Song-dynastie) was de techniek op haar hoogtepunt. 
Celadon was een van de eerste soorten keramiek die op grote schaal door de Chinezen voor de export werden vervaardigd. Tijdelijke onderbrekingen of competitie leidden tot eigen producties in Vietnam, Thailand en Japan. Ook in het vroegere Korea maakte men celadon. Zeer zeldzaam is het blauwgroene Ru yao. Een penselenschaaltje dat met deze techniek is gemaakt bevindt zich in Nederland in Museum Het Princessehof te Leeuwarden.

## Varia
- Céladon is ook de naam van de herder uit een pastorale van Honoré d'Urfé, een 17e-eeuwse roman, genaamd Astrée.